# Steve Terreberry
Steven Roger Terreberry (* 30. September 1987 in Ontario), auch bekannt als Stevie T, ist ein kanadischer Webvideoproduzent, Metal-Musiker und Komiker. Er betreibt als Steve Terreberry einen YouTube-Kanal, auf dem er – meistens mit seinem Hauptinstrument Gitarre – humoristische Beiträge zu verschiedenen Musikthemen veröffentlicht.

## Karriere
Steve Terreberrys Großvater Leo Daudelin (1934–2022) spielte Akkordeon in der Country-und-Western-Band Sundown Jim and His Willoughby Ramblers. Terreberry selbst spielte während der Highschool E-Gitarre in einer Band namens Closed for the Season. Seine ersten Einflüsse waren Kirk Hammett und Angus Young.
Metal-Enthusiast Terreberry gründete seinen YouTube-Kanal 2008, nachdem er sich auf der Videoplattform zahlreiche Gitarrenvideos angesehen hatte. Sein erster eigener Beitrag war eine Shredding-Version von When the Saints Go Marching In. Nach ausbleibendem Erfolg gelang ihm 2011 der Durchbruch mit einem Video, in dem er die Gitarrentechnik des Rappers Lil Wayne während eines SNL-Auftritts parodierte. Der Beitrag generierte innerhalb weniger Monate über 100.000 Klicks und bewog Terreberry dazu, sich verstärkt humorvollen Inhalten zu widmen. So entstanden Beiträge wie How to Be Hardcore!, What If Deathcore Sounded Happy? oder Guitar Does NOT Get Chicks! Seine Djent-Coverversion des Super-Mario-Bros.-Themas ging 2014 viral und machte einige Metal-Websites auf ihn aufmerksam.
Nachdem er bereits mehrere eigene Songs via YouTube veröffentlicht hatte, unterschrieb Terreberry 2014 einen Vertrag bei Artery Recordings und brachte im folgenden Jahr sein erstes Studioalbum Album of Epicness heraus. In der Folge arbeitete er wiederholt mit anderen YouTubern wie Jarrod Alonge und Jared Dines zusammen. Nachdem 2019 DragonForce-Gitarrist Herman Li auf Nachfrage eines Fans scherzhalber gemeint hatte, Steve Terreberry würde einen guten Triangelspieler abgeben, reagierte dieser mit dem Video Should Stevie T Join DragonForce?, in dem er zu Titeln der Band die Triangel anschlug. Daraufhin luden DragonForce den Kanadier ein, auf ihrer kommenden Tournee den ausgeschiedenen Bassisten Frédéric Leclercq zu ersetzen. Nach einem Cameo als Cartoonfigur im Musikvideo zu Razorblade Meltdown zog sich Terreberry kurzfristig von der Verpflichtung zurück und begründete diesen Schritt mit einer Angststörung samt wiederkehrender Panikattacken. Er blieb mit Li in Kontakt und trat im März 2022 in Toronto mit DragonForce auf.

## Equipment
Steve Terreberry greift in seinen Videos auf eine Vielzahl verschiedener Gitarrenmarken und -modelle zurück. Besonders häufig benutzt er eine saphirblaue Ernie Ball Music Man Majesty und eine extra für ihn gebaute kopflose Kiesel X. Mit einer 20-saitigen, vom Hersteller 10S spezialangefertigten E-Gitarre lieferte er sich 2019 ein „Djent-Battle“ mit Jared Dines und spielte den Titel Lonely mit Walk Off the Earth ein. Im April 2020 umfasste seine Sammlung folgende Modelle:
| - 10S Spring BH - Dana Acoustic - Ernie Ball Music Man Majesty - Ernie Ball Music Man Majesty 7 - Ernie Ball Stingray - Ernie Ball Stingray Bass - Fender American Strat | - Fender Mexican Strat - GK Guitar - Jammy - Kiesel Aries 7 - Kiesel CS6 - Kiesel Thanos (Headless) - Kiesel SCB7 | - Kiesel Vanquish - Kiesel X (Headless) - Kiesel Zeus 7-String (Headless) - Orangewood Acoustic - Peavey EVH Wolfgang - Solar A1.7 - Takamine Acoustic |

## Stil
Terreberry setzt bei seinem Gitarrenspiel stark auf Soli, die er mit verschiedenen Shredding-Techniken vorträgt, sowie Djent-Akkorde. Die meisten seiner eigenen Songs nimmt er allein mit Gitarre und Bass sowie unter Zuhilfenahme eines Drumcomputers auf. Nachdem er sich anfangs auf Gitarrenvideos und Metal-Musik beschränkt hatte, erweiterte er seinen YouTube-Content sukzessive. Mit der Videoreihe How to Be… parodierte er sowohl Genres wie Black Metal oder Deathcore als auch Bands und Popstars wie Green Day oder Billie Eilish. Seinen Reaktionsvideos fügt er unter dem Motto NAGS (Needs a guitar solo) – oftmals unter Verwendung eines Greenscreens – eigene Gitarrensoli hinzu. Zu seinen meistaufgerufenen Videos gehören zwei Reihen, in denen er mutmaßlichen Rückwärtsbotschaften und missverstandenen Songtexten nachgeht. 
In der Metal-Szene polarisiert Terreberry. Während seine Fähigkeiten an der Gitarre fast durchweg positiv beurteilt werden, stößt seine Art des Humors mit Grimassen, Kalauern und Slapstick-Einlagen nicht selten auf Ablehnung. Die Nutzer der Website Ultimate Guitar wählten ihn 2019 unter die zehn verhasstesten Gitarristen aller Zeiten.

## Diskografie
Alben
- 2015: Album of Epicness

Songs (Auswahl)
- 2011: Shadowed by Darkness
- 2013: Metalcore Song
- 2015: Emotionless and White
- 2015: A Night to Forget
- 2015: Gangsta Djent
- 2016: White Veil Grooms
- 2017: Burning Sunlight Everlasting (als Moonlight Eternal)
- 2018: Life in Virtual
- 2018: Canada Bumps!
- 2018: Wipe Your Ass with Sandpaper! (als Bounding Innards)

Gastbeiträge
- 2012: Amorous (Manuel Baccano feat. Stevie T)
- 2015: We Love Music (LMF Project feat. Stevie T)
- 2015: Love Me Back (Jarrod Alonge feat. Cody Carson)
- 2018: Dread Machine (Dread Machine)
- 2018: Immobilized (Dread Machine)
- 2020: Lonely (Walk Off the Earth)
- 2020: Mczilio DinesBerry (Jared Dines feat. McRocklin, Alessandro Zilio & Stevie T)
- 2021: Wherever I May Roam (Metallica-Cover, Anthony Vincent feat. Steve Terreberry, Rudy Ayoub, Hiram, Gigi Zimmer & Wienerdrums)[12]